# Carla Bruni

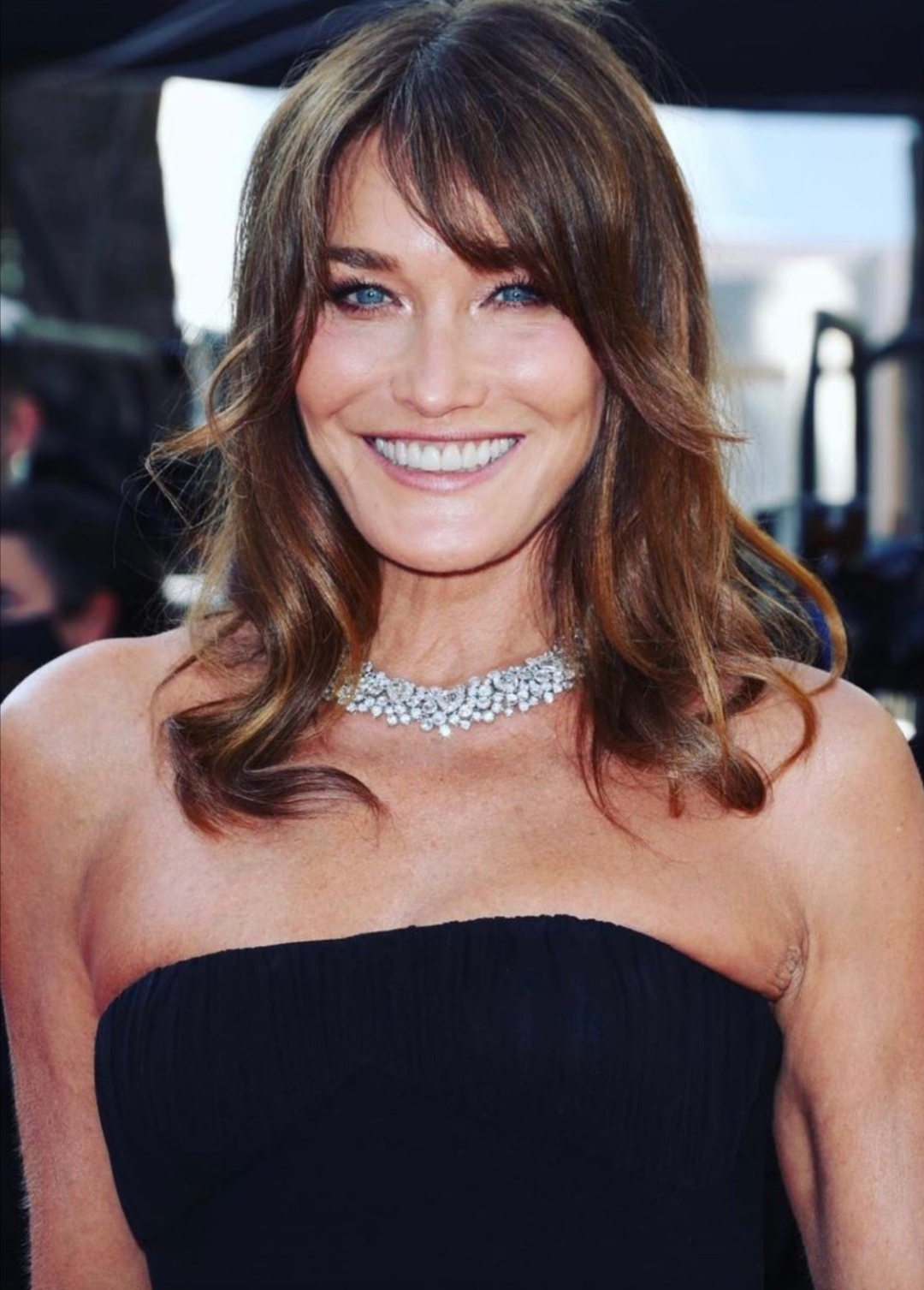
Carla Bruni bei den Filmfestspielen in Cannes 2021

Carla Bruni (* 23. Dezember 1967 als Carla Gilberta Bruni Tedeschi in Turin), seit ihrer Heirat Carla Gilberta Bruni Sarkozy, ist eine in Italien geborene französische Musikerin und ehemaliges Model. Als Lebensgefährtin und Ehefrau von Nicolas Sarkozy erfüllte sie von 2007 bis 2012 Aufgaben der Première dame.
Bekannt wurde Carla Bruni in den 1990er Jahren als Model der Pariser Modewelt. Im Jahr 2002 veröffentlichte sie ihr erstes Musikalbum, Quelqu’un m’a dit, mit eigenen Chansons, die insbesondere in Frankreich und der Schweiz großen Erfolg hatten. Charakteristisch ist ihre leise, etwas rauchig und teilweise brüchig klingende Stimme.

## Leben

### Herkunft und Jugend
Carla Bruni Tedeschi wurde offiziell als Tochter der Schauspielerin und Konzertpianistin Marisa Borini und des italienischen Großindustriellen Alberto Bruni Tedeschi geboren. In einem Interview räumte sie später ein, dass ihr leiblicher Vater Giorgio Remmert, der Sohn des Liebhabers ihrer Mutter und heutigen brasilianischen Unternehmers Maurizio Remmert, sei.
Vom fünften Lebensjahr an wuchs Bruni in Frankreich auf, wohin ihre Familie – nach eigenen Angaben aus Angst vor der Bedrohung italienischer Großindustrieller durch die Roten Brigaden – emigriert war. Als weiterer Grund werden die damaligen Schwierigkeiten des familieneigenen Unternehmens, dem Reifenhersteller CEAT, der später an Pirelli verkauft wurde, angenommen. Nach dem Umzug der Familie nach Frankreich besuchte Bruni das Mädchenpensionat Château Mont-Choisi in Lausanne. Ihr Halbbruder war der Fotograf Virginio Bruni Tedeschi (1960–2006), ihre Halbschwester ist die Schauspielerin Valeria Bruni Tedeschi (* 1964). Bruni Tedeschi nahm 2008 die französische Staatsbürgerschaft an.

### Die Jahre als Model (1987–1998)
Im Alter von 19 Jahren brach Carla Bruni ihr Kunst- und Architekturstudium ab und begann als Model zu arbeiten. Zunächst zierte sie die Cover von Modemagazinen und arbeitete für große Auftraggeber wie L’Oréal und Christian Dior. Zwischen 1995 und 1997 war sie für Valentino, Yves Saint Laurent und John Galliano auf dem Laufsteg. Bruni gehörte mit einem Jahresgehalt von bis zu 7,5 Millionen Dollar zu den bestbezahlten Fotomodellen. In dieser Zeit wirkte sie in mehreren Spielfilmen mit, darunter Catwalk (1995) und Paparazzi (1997). Im Jahr 1998 endete ihre hauptberufliche Modeltätigkeit.
Ende der 1980er Jahre war Bruni mit dem Musiker Eric Clapton liiert. 1989 begann sie eine Liebesaffäre mit Mick Jagger.

### Als Sängerin und Komponistin (ab 2000)

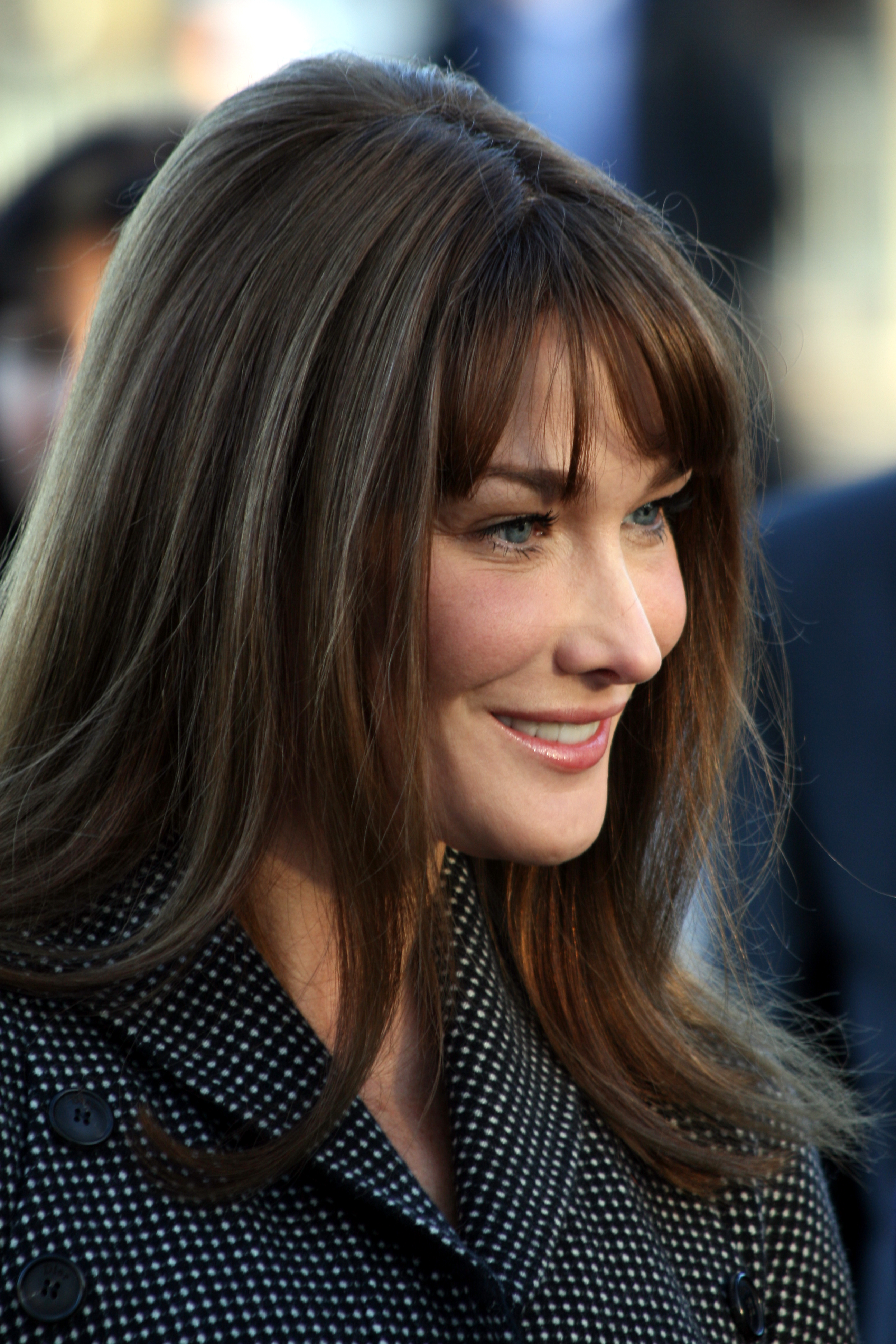
Carla Bruni, 2008

Seit 2000 widmet Bruni sich dem Chanson. Einen ersten Erfolg feierte sie mit Julien Clerc, für den sie sechs Liedtexte für dessen Album Si j’étais elle schrieb. Das Album erreichte Platz 1 der französischen Musik-Charts.
Bruni gab 2002 mit dem Album Quelqu’un m’a dit ihr Debüt als Sängerin. Die darin enthaltenen Lieder hatte sie selbst komponiert und getextet; in einigen der Stücke begleitete sie sich auf der Gitarre. Von dem Album wurden mehr als eine Million Exemplare verkauft, es machte Bruni europaweit als Musikerin bekannt. In Frankreich erreichte es Platz 1 der Musik-Charts, in Deutschland stieg es in die Top 20 auf.
Für das Album Longtemps von Louis Bertignac, dem Produzenten von Quelqu’un m’a dit und früheren Mitglied der Popgruppe Téléphone, schrieb sie 2005 zehn Liedtexte, einen davon in Zusammenarbeit mit Marine Delterme. Auch ihr früherer Lebensgefährte, Raphaël Enthoven, dem in Quelqu’un m’a dit das Lied Raphaël gewidmet war, steuerte einen Text für Bertignac bei.
Bruni sang 2006 im Duett mit Aldo Romano auf dessen Album Chante. Ferner ist sie auf dem Album Oceana des deutschen Jazz-Trompeters Till Brönner zu hören. Ihr Lied Le plus beau du quartier fand 2006 in einer H&M-Werbung Verwendung.
Brunis zweites eigenes Album, No Promises, erschien 2007. Es enthält vertonte englischsprachige Lyrik von William Butler Yeats, Wystan Hugh Auden, Emily Dickinson, Christina Rossetti, Walter de la Mare und Dorothy Parker.
Ihr drittes Album, Comme si de rien n’était, das in Deutschland 2008 erschien, sorgte für Aufregung, da Bruni in dem Stück Tu es ma came („Du bist meine Droge“) ihren Liebhaber mit kolumbianischem Kokain verglich. Der kolumbianische Botschafter berief deswegen eine Pressekonferenz ein, da er einen Imageschaden für sein Land befürchtete.

### Ehe mit Nicolas Sarkozy
Kurz vor Weihnachten 2007 berichteten Medien, der französische Staatspräsident, Nicolas Sarkozy, sei mit Bruni liiert. Beide hätten sich bei einem Besuch von Disneyland Paris von Pressefotografen begleiten lassen. Einige Journalisten erkannten darin eine gezielte PR-Aktion, eine „offensive Inszenierung“.
Zu Weihnachten 2007 flog Bruni mit Sarkozy nach Ägypten. Ihr Aufenthalt dort war umstritten; der Fernsehsender n-tv vermutete einen „Urlaub auf Milliardärskosten“. Ein ägyptischer Parlamentsabgeordneter warf seiner Regierung vor, durch den offiziellen Empfang des unverheirateten Paares ein schlechtes Beispiel zu geben und die „offizielle Prostitution durch Staatsoberhäupter zu akzeptieren“. Vor einem Besuch Sarkozys in Saudi-Arabien wurde Bruni von der saudischen Regierung explizit ausgeladen. Nachdem Bruni Anfang Januar 2008 Sarkozy auf einen Besuch bei König Abdullah II. von Jordanien begleitet hatte, teilte der französische Präsident mit, dass er zur offiziellen Einladung zum Nationalfeiertag Indiens am 26. Januar mit Bruni anreisen werde. Laut indischen Presseberichten sorgte diese Ankündigung für Verwirrung, da das Protokoll den Umgang mit nicht verheirateten Begleiterinnen von Staatsbesuchern nicht vorsehe.
Am 2. Februar 2008 heirateten Bruni und Sarkozy im Élysée-Palast in Paris. Am 19. Oktober 2011 brachte Bruni eine Tochter, Giulia, zur Welt. Aus ihrer früheren Beziehung mit Raphaël Enthoven hatte sie bereits einen Sohn, Aurélien (* 2001).

## Darstellungen von Bruni in Literatur und Film
- Eine unsympathisch gezeichnete Figur in Justine Lévys autobiografisch gefärbtem Roman Rien de grave von 2004 hat der Autorin zufolge Bruni zum Vorbild, für die Lévys damaliger Ehemann, Raphaël Enthoven, seine Frau verlassen habe.[22]
- Der Literaturkritiker Jean-Paul Enthoven, den Bruni für eine Beziehung mit dessen Sohn Raphaël verließ, schrieb 2008 das Buch Ce que nous avons eu de meilleur, in dem er Carla Bruni als kalt und herzlos darstellte.[23]
- In der autobiografisch gefärbten Filmkomödie Eher geht ein Kamel durchs Nadelöhr… (2003) von Valeria Bruni Tedeschi trägt die Schwester der Hauptfigur, das selbstsüchtige Model Bianca (dargestellt von Chiara Mastroianni), Züge Carla Brunis.

## Sonstiges
- Bei der Eröffnungsfeier der Olympischen Winterspiele 2006 in Turin trug Bruni zusammen mit anderen italienischen Prominenten (darunter Sophia Loren) die Flagge Italiens ins Stadion.
- Bei der Verleihung der Echo-Musikpreise sang sie am 21. März 2013 das Chanson Mon Raymond.
- Im Juli 2013 wurde bekannt, dass sie für eine Schmuckfirma modelt.[24]
- Bruni engagiert sich für den Global Fund zur Bekämpfung von Aids, Tuberkulose und Malaria (GFATM). Dieser war 2011 in einen Korruptionsskandal verwickelt, der zum Rücktritt seines Vorsitzenden, Michel Kazatchkine, führte. In diesem Zusammenhang wurde die durch Bruni veranlasste Mittelvergabe an den Musiker Julien Civange kritisiert.[25][26]

## Diskografie

### Alben
| Jahr | Titel                       | Höchstplatzierung, Gesamtwochen, AuszeichnungChartplatzierungen (Jahr, Titel, Platzierungen, Wochen, Auszeichnungen, Anmerkungen) | Höchstplatzierung, Gesamtwochen, AuszeichnungChartplatzierungen (Jahr, Titel, Platzierungen, Wochen, Auszeichnungen, Anmerkungen) | Höchstplatzierung, Gesamtwochen, AuszeichnungChartplatzierungen (Jahr, Titel, Platzierungen, Wochen, Auszeichnungen, Anmerkungen) | Höchstplatzierung, Gesamtwochen, AuszeichnungChartplatzierungen (Jahr, Titel, Platzierungen, Wochen, Auszeichnungen, Anmerkungen) | Höchstplatzierung, Gesamtwochen, AuszeichnungChartplatzierungen (Jahr, Titel, Platzierungen, Wochen, Auszeichnungen, Anmerkungen) | Anmerkungen                            |
| Jahr | Titel                       | DE | AT | CH | UK | FR | Anmerkungen                            |
| ---- | --------------------------- | --- | --- | --- | --- | --- | -------------------------------------- |
| 2002 | Quelqu’un m’a dit           | DE14 Gold · (29 Wo.)DE | AT27 (11 Wo.)AT | CH4 Platin · (61 Wo.)CH | — | FR1 (106 Wo.)FR | Erstveröffentlichung: 4. November 2002 |
| 2007 | No Promises                 | DE2 (12 Wo.)DE | AT11 (8 Wo.)AT | CH1 (13 Wo.)CH | UK65 (1 Wo.)UK | FR1 (23 Wo.)FR | Erstveröffentlichung: 12. Januar 2007  |
| 2008 | Comme si de rien n’était    | DE15 (15 Wo.)DE | AT10 (15 Wo.)AT | CH3 (16 Wo.)CH | UK58 (1 Wo.)UK | FR1 (41 Wo.)FR | Erstveröffentlichung: 11. Juli 2008    |
| 2013 | Little French Songs         | DE28 (5 Wo.)DE | AT26 (3 Wo.)AT | CH30 (5 Wo.)CH | — | FR2 Platin · (36 Wo.)FR | Erstveröffentlichung: 29. März 2013    |
| 2014 | À l’Olympia Bruno Coquatrix | — | — | — | — | FR75 (2 Wo.)FR | Erstveröffentlichung: 17. Oktober 2014 |
| 2017 | French Touch                | DE27 (2 Wo.)DE | AT45 (1 Wo.)AT | CH19 (7 Wo.)CH | — | FR8 Gold · (23 Wo.)FR | Erstveröffentlichung: 6. Oktober 2017  |
| 2020 | Carla Bruni                 | DE41 (2 Wo.)DE | AT58 (2 Wo.)AT | CH26 (4 Wo.)CH | — | FR12 (15 Wo.)FR | Erstveröffentlichung: 9. Oktober 2020  |

### Singles
- 2002: Quelqu’un m’a dit
- 2003: Qu’est-ce que tu crois?
- 2007: Those Dancing Days Are Gone
- 2008: L’amoureuse
- 2013: Chez Keith et Anita
- 2013: Dolce Francia
- 2013: Le pingouin
- 2013: Mon Raymond

### Gastbeiträge
- 2016: Vole (Benefiz-Song mit Nolwenn Leroy, Alain Souchon, Laurent Voulzy, …)

## Auszeichnungen für Musikverkäufe
| Goldene Schallplatte - Belgien - 2007: für das Album No Promises - 2008: für das Album Comme si de rien n’était 2× Platin-Schallplatte - Europa (Impala) - 2009: für das Album Quelqu’un m’a dit | Diamantene Schallplatte - Europa (Impala) - 2008: für das Album No Promises - 2008: für das Album Comme si de rien n’était |

Anmerkung: Auszeichnungen in Ländern aus den Charttabellen bzw. Chartboxen sind in ebendiesen zu finden.
| Land/RegionAuszeichnungen für Musikverkäufe (Land/Region, Auszeichnungen, Verkäufe, Quellen) | Gold     | Platin     | Diamant     | Verkäufe    | Quellen                 |
| -------------------------------------------------------------------------------------------- | -------- | ---------- | ----------- | ----------- | ----------------------- |
| Belgien (BRMA)                                                                               | 2× Gold2 | —          | —           | 15.000      | ultratop.be             |
| Deutschland (BVMI)                                                                           | Gold1    | —          | —           | 150.000     | musikindustrie.de       |
| Europa (Impala)                                                                              | —        | 2× Platin2 | 2× Diamant2 | (1.500.000) | impalamusic.org EU2 EU3 |
| Frankreich (SNEP)                                                                            | Gold1    | Platin1    | —           | 150.000     | snepmusique.com         |
| Schweiz (IFPI)                                                                               | —        | Platin1    | —           | 40.000      | hitparade.ch            |
| Insgesamt                                                                                    | 4× Gold4 | 4× Platin4 | 2× Diamant2 |             |                         |

## Filmografie (Auswahl)
- 1994: Prêt-à-Porter
- 2011: Midnight in Paris